# Clare Island
Clare Island er en bjergrig ø med 136 indb. (2006) ved Irlands vestkyst. Den ligger ved indgangen til Clewbugten i County Mayo. Det højeste punkt Croaghmore ligger 461 meter over havet. Hovedsproget på øen er gælisk. Sydvest for Clare ligger den ubeboede ø Caher Island.
Vestsiden af øens højderyg danner stejle klipper, som er en vigtig lokalitet for ynglende havfugle. Østsiden har lyngklædte hældninger, der er hjemsted for en række sjældne arktiske planter.
Øen er efter Achill Island og Inishturk Irlands største (18,7 km²) beboede ø. Der er ca. 5,6 km til den nærmeste fastlandshavn. I sommerhalvåret er der daglig flere færgeafgange fra molen ved Roonagh nær Louisburgh til Clare Island. Overfarten med færgen "Pirate Queen" tager cirka 20 minutter. Om vinteren er der normalt kun en eller to daglige færgeafgange. Hvis man vil rundt på øen kan man ved molen i Glen leje bus, taxa og cykler. Ved siden af færgehavnen er der en børnevenlig sandstrand.
Øen har folkeskole, butik med postkontor, ø-center, væveri med udstilling, kunstgalleri og et internationalt center for ø-forskning.

## Historie
Der er mange gravhøje fra Yngre stenalder. Ved Lecarrow befinder der sig en megalit og flere bopladser og fæstningsanlæg fra bronzealderen.
På øen ligger der endvidere ruiner af et kloster fra det 14. århundrede, med blandt andet sjældne kalkmalerier. De mangefarvede kalkmalerier består af mennesker og dyrefigurer.
Ved siden af havnen står resterne af "Grace O'Malley's borg". Hun levede i det 16. århundrede sammen med sin klan af sørøveri. Hun døde i 1603 og blev begravet i klosteret på Clare Island.
Ved Tuar Mor på vestøen står ruinerne af "Napoleons Signal Tower", der blev opført af det britiske overherredømme i 1804 som et af flere signaltårne langs den irske vestkyst. Tårnene skulle forhindre en fransk invasion.
Omkring 1841 havde Clare 1700 indbyggere, som efter den store hungersnød fra 1845 til1849 blev reduceret til ca. 800.

## Natur
I sommermånederne yngler der langs med øens nordvestlige kyst tusindvis af havfugle. Mallemukker, rider, lomvier og alke yngler på klippehylderne, mens lunderne yngler i huler på de stejle græsklædte skråninger. På en lille klippeformation nordvest for øen er der en lille sulekoloni med kun 3 par. Der kan ofte observeres flokke af den sjældne alpekrage. Dens karakteristiske skingre opkald og akrobatiske flyvning adskiller den fra andre kragearter. Af rovfuglearter er de talrigste tårnfalk, spurvehøg og vandrefalk.
På den sydlige del er der overvejende landbrugsjord og tørvearealer. På den nordlige del er der græsklædte skråninger og stejle klipper ud mod vestkysten. På klippesiderne vokser der blandt andet Liden Klokke, Tormentil, Almindelig Engelskgræs og Rød Svingel. På de øverste klippesider er der er en koncentration af alpine arter som Almindelig Rosenrod, Fjeldsyre, Stenbræk, Dværg-Pil, Lysegrøn Radeløv og Bregne.

## Turisme
Øens indbyggere bevarer stadig mange af de gamle traditioner. I løbet af året afholdes der en række festivaler, herunder den kendte "Singles Weekend" festival.
Øens vartegn er det 118 m høje fyrtårn Clare Island Lighthouse fra 1818. 1965 blev fyrtårnet nedlagt og erstattet af Achillbeg fyrtårnet på den sydlige side af Achill Island. Clare Island Lighthouse var i en periode hotel og er nu privatbolig.
3 økologiske gårde tilbyder folk der vil hjælpe med det dagliglige arbejde gratis kost og logi.
På den nordøstlige del af øen ligger yogacenteret "Clare Island Yoga Retreat Centre" som blev grundlagt i 2001. Centeret afholder kurser på forskellige tidspunkter af året. Centeret har et økologisk landbrug, som gør centeret delvis selvforsynende med fødevarer. Til gården hører der ferieboliger og gæstehus som udlejes i perioderne imellem centerets kurser.
- Økort
- Økort
- Sattelitfoto
- Clare Island
- Clare Island Abbey